# Radeklint
Der Radeklint ist eine zentrale Straßenkreuzung in der Innenstadt von Braunschweig. Er ist Teil des neuen City-Rings Braunschweigs. Der ursprüngliche Radeklint war ein Platz, dessen Bebauung im Zweiten Weltkrieg zerstört wurde und in den Jahrzehnten danach durch eine neue Verkehrsführung verlegt wurde.

## Etymologie
Der in der Neustadt gelegene Platz wurde 1320 als Radheclint erwähnt, 1336 folgte eine Erwähnung als uppe deme radheclinte. Seinen Namen erhielt der Platz von den dort ansässigen Handwerkern, den Rademachern. „Klint“ bezeichnet eine Anhöhe, die sich aus einer Flussniederung (im Falle Braunschweigs der Oker) erhebt. Klinte befanden sich also nahe der Oker, innerhalb der Stadtmauer und erhoben sich aus deren Niederung.

## Geschichte
1710 wurde eine grade Verbindung zwischen dem Radeklint und dem Platz Bäckerklint geschaffen. Diese wurde im Zusammenhang mit der Verlegung des Petritores angelegt.
In den 1960er Jahren wurde der Radeklint nach Nordwesten verlegt, in den Kreuzungsbereich der Straßen Celler Straße, Lange Straße, Güldenstraße und Neuer Weg. Am 4. September 1962 begannen die Straßenbauarbeiten für das neue Verkehrskreuz Radeklint. Am 25. Juli 1963 folgte die Freigabe des neuen Straßenstücks der Celler Straße zum Radeklint. Dieser Abschnitt hieß zunächst Am Petritore. Die Weberstraße und die Beckenwerkerstraße, die historisch am Radeklint endeten, waren fortan nicht mehr mit dem Radeklint verbunden.
Am 14. November 1987 eröffnete die Straßenbahn-Neubaustrecke vom Hagenmarkt zum Radeklint. Seitdem ist der Radeklint der Endpunkt einer Straßenbahnstrecke der Linie 4.
Am 6. August 1989 feierte die St.-Petri-Apotheke am Radeklint 2 ihr 100-jähriges Bestehen. Von 1889 bis 1944 befand sich die Apotheke am Radeklint 13. Am alten Radeklint 2 befand sich das Kaufhaus Grüner Löwe.